# پاپ گریگوری سوم

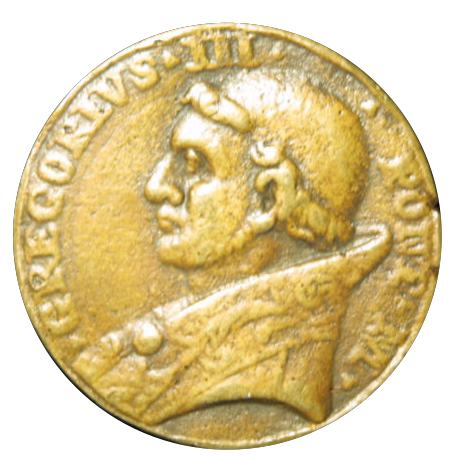
گورپیکره پاپ گریگوری سوم در یک مدال

پاپ گریگوری سوم (به انگلیسی: Gregory III) یکی از پاپ‌های کلیسای کاتولیک رم بود. او در سوریه به دنیا آمد و از سال۷۳۱ تا ۷۴۱ میلادی پاپ بود.
پاپ گریگوری سوم اسقف رم از ۱۱ فوریه ۷۳۱ تا زمان مرگش در ۲۸ نوامبر ۷۴۱ بود. دوره پاپی او، مانند دوره پاپ پیشینش، با شمایل‌شکنی بیزانس و پیشروی لمباردها مختل شد، که در آن او از شارل مارتل درخواست مداخله کرد، اگرچه در نهایت بی‌نتیجه بود. او آخرین پاپ بود که برای انتخاب خود به دنبال رضایت اکسارخ بیزانس در راونا بود، آخرین پاپ با اصالت سریانی، و آخرین پاپ متولد شده در خارج از اروپا تا زمان انتخاب پاپ فرانسیس ۱۲۷۲ سال بعد در سال ۲۰۱۳ بود.

## انتخاب
گریگوری پسر یک سریانی به نام یوهانس، یوهانان یا جان بود. او در ۱۱ فوریه ۷۳۱ با استقبال عمومی به مقام پاپی انتخاب شد، اما تا ۱۸ مارس، پس از دریافت تأیید اکسارخ بیزانس در راونا، رسماً به عنوان اسقف رم تقدیس نشد. او آخرین پاپ بود که به دنبال تأیید اکسارخ برای انتخاب پاپ بود.

## مخالفت با شمایل‌شکنی
گریگوری بلافاصله پس از رسیدن به مقام پاپی، از امپراتور لئوی سوم خواست تا موضع خود را در مورد شمایل‌شکنی تعدیل کند. هنگامی که نماینده گریگوری به دستور امپراتور دستگیر شد، گریگوری در نوامبر ۷۳۱ یک سینو تشکیل داد که شمایل‌شکنی را به‌طور کامل محکوم کرد. لئو در پاسخ سعی کرد پاپ را تحت کنترل خود درآورد، اما ناوگانی که برای اجرای اراده امپراتوری فرستاده بود در دریای آدریاتیک غرق شد. سپس او به تصرف سرزمین‌های پاپی در سیسیل و کالابریا پرداخت و حوزه‌های قضایی کلیسایی در استان سابق پرفکتوری پرایتوری ایلیریکوم را به پاتریارک قسطنطنیه منتقل کرد. با این حال، تلاش او برای مجبور کردن دوک ناپل به اجرای فرمان امپراتوری برای مصادره قلمرو پاپی در دوک‌نشین با شکست مواجه شد، زیرا دوک از موضع پاپ حمایت می‌کرد.
گریگوری در این میان، با تأکید بر تکریم شمایل‌ها و آثار مقدس، مخالفت خود را با شمایل‌شکنی نشان داد. او کلیساهای متعددی را تعمیر یا زیبا کرد که شامل تزئین آنها با شمایل‌ها و تصاویر عیسی مسیح، مریم باکره و قدیسان می‌شد. او دستور داد تا در قلب کلیسای قدیمی سنت پیتر یک شمایل‌نگاری برپا شود که بین شش ستون اونیکس و مرمر قرار داشت که به عنوان هدیه از اکسارخ اوتیخیوس برای گریگوری فرستاده شده بود. او یک نمازخانه جدید در کلیسای سنت پیتر برای نگهداری آثار مقدس تعدادی از قدیسان ساخت و در سال ۷۳۲ یک سینو تشکیل داد تا دعوات و مراسم عشای ربانی که در آنجا خوانده می‌شود را تنظیم کند. گریگوری حامی مشتاق رهبانیت بود؛ او صومعه سنت کریزوگونوس را تأسیس کرد و مهمانسرای سنت سرجیوس و باخوس را در نزدیکی سنت پیتر بازسازی کرد و آن را برای حمایت از فقرا وقف کرد.

## سیاست کلیسایی
یک آرامش موقت در درگیری بین بیزانسی‌ها و لمباردها به گریگوری اجازه داد تا به برخی از مسائل داخلی دیرینه، به ویژه اختلاف قضایی مداوم بین پاتریارک‌های گرادو و آکوئیلیا رسیدگی کند. اگرچه سینو سال ۷۳۱ در این مورد به نفع گرادو رای داده بود، گریگوری مجبور شد پاتریارک آکوئیلیا، کالیستوس، را که سعی کرده بود جزیره باربانا را از حوزه قضایی گرادو به دست آورد، توبیخ کند. در سال ۷۳۱، او انتخاب تاتوین به عنوان اسقف اعظم کانتربری را پس از آنکه شخصاً به رم آمد تا پالیوم را درخواست کند، تأیید کرد. گریگوری انتخاب جانشین او، نوتلم را تأیید کرد، در حالی که در سال ۷۳۵ با درخواست پادشاه سئول وولف نورثومبریا مبنی بر ارتقای اسقف اگبرت یورک به مقام اسقف اعظم موافقت کرد.
گریگوری کلیسا را در شمال اروپا ترویج کرد. او از مأموریت مداوم سنت بونیفاس در آلمان حمایت کرد و در سال ۷۳۲ او را به مقام اسقف اعظم آلمان ارتقا داد؛ و پس از دیدار شخصی بونیفاس از رم در سال ۷۳۷، جایی که قرار بود در یک سینو شرکت کند که به نظر نمی‌رسد برگزار شده باشد، گریگوری بونیفاس را نماینده پاپی در آلمان کرد و از او خواست تا کرسی‌های اسقفی در آلمان را سازماندهی مجدد کند. گریگوری بونیفاس را با سه نامه به بایرن بازگرداند. یکی به اسقف‌ها و مقامات عالی کلیسایی دستور می‌داد تا هر چه می‌توانند به بونیفاس کمک کنند. دومی خطاب به اشراف و مردم آلمان بود و آنها را به اطاعت از بونیفاس ترغیب می‌کرد. سومی، خطاب به اسقف‌های آلامانیا و بایرن، وضعیت بونیفاس را به عنوان ویکار پاپی تأیید می‌کرد و به آنها دستور می‌داد تا دو بار در سال در آوگسبورگ تحت اقتدار بونیفاس در یک شورا گرد هم آیند. گریگوری مأموریت ویلیبالد را در آلمان ترویج کرد.
در سال ۷۳۲، گریگوری مصرف گوشت اسب، چه اهلی و چه وحشی، را ممنوع کرد و آن را به عنوان یک «مکروه» تکفیر کرد، زیرا با جشن‌های آیینی بت‌پرستان مرتبط بود.